# چهل و ششمین مراسم گلدن گلوب
۴۶مین مراسم گلدن گلوب (به انگلیسی: 46th Golden Globe Awards) به افتخار بهترین فیلم و تلویزیون سال ۱۹۸۸ در ۲۸ ژانویه سال ۱۹۸۹ در لس آنجلس کالیفرنیا برگزار شد.
مراسم گلدن گلوب سال ۱۹۸۸ یکی از نادرترین دوره‌های برگزار شده تا آن روز بود. در این دوره چندین نفر به صورت مشترک برنده جایزه گوی زرین شدند.
جودی فاستر و شرلی مک‌لین و سیگورنی ویور هر سه به صورت مشترک برنده گوی زرین بهترین بازیگر زن فیلم درام شدند.
مایکل جی فاکس و جاد هیرش و ریچارد مالیگن هر سه به صورت مشترک برنده بهترین بازیگر نقش اول مرد در یک سریال تلویزیونی - موزیکال یا کمدی شدند
مایکل کین و استیسی کیچ، به صورت مشترک برنده بهترین بازیگر نقش اول مرد در یک مینی سریال یا فیلم ساخته شده برای تلویزیون شدند
بری باستویک و جان گیلگد، به صورت مشترک برنده بهترین بازیگر مرد در نقش مکمل در یک، مینی سریال یا فیلم ساخته شده برای تلویزیون شدند

## برندگان و نامزدها

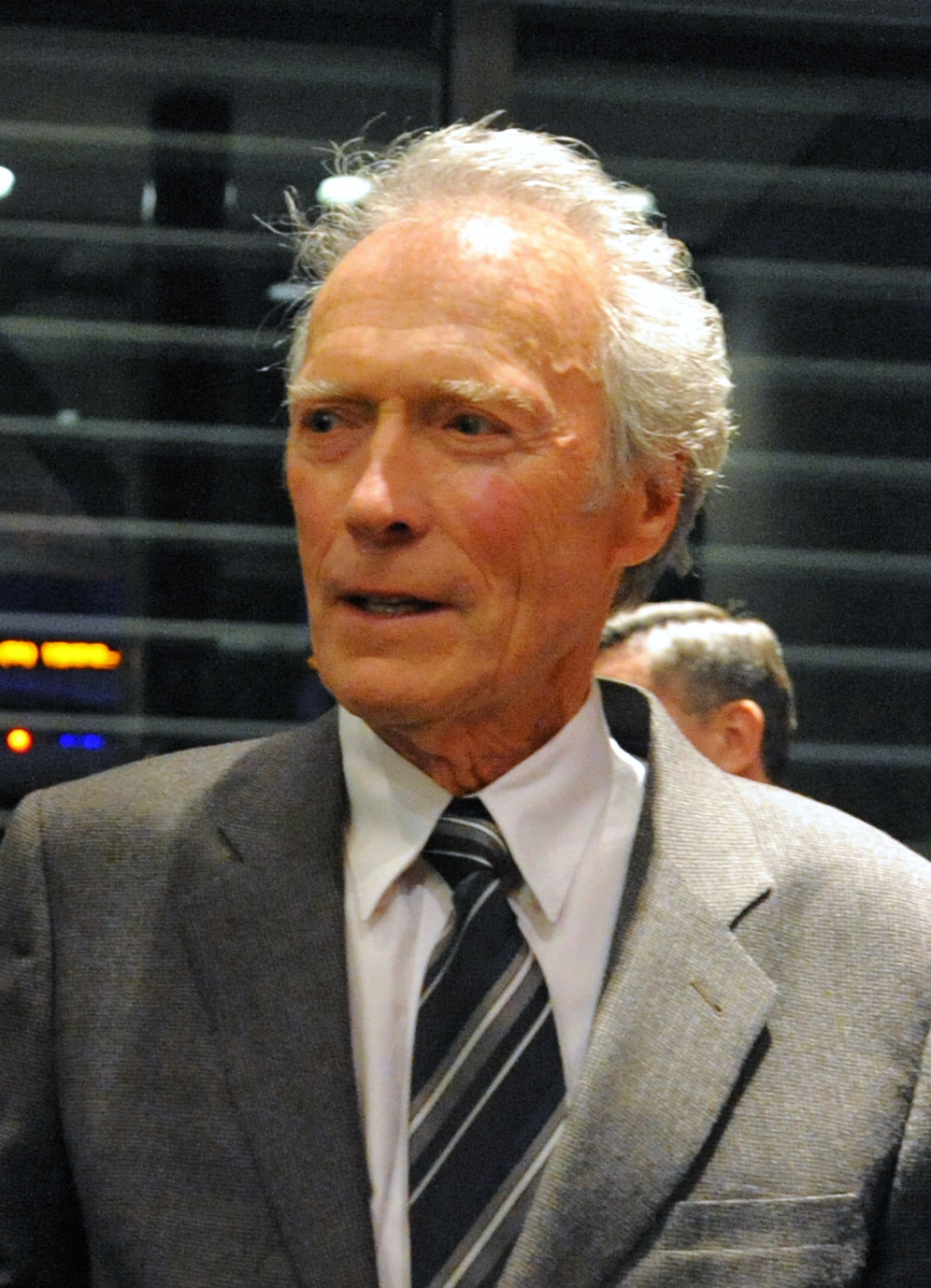
کلینت ایستوود — Best Director

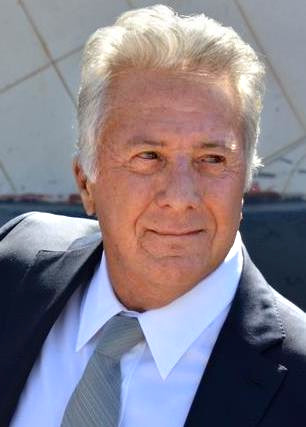
داستین هافمن — Best Actor in a Motion Picture, Drama

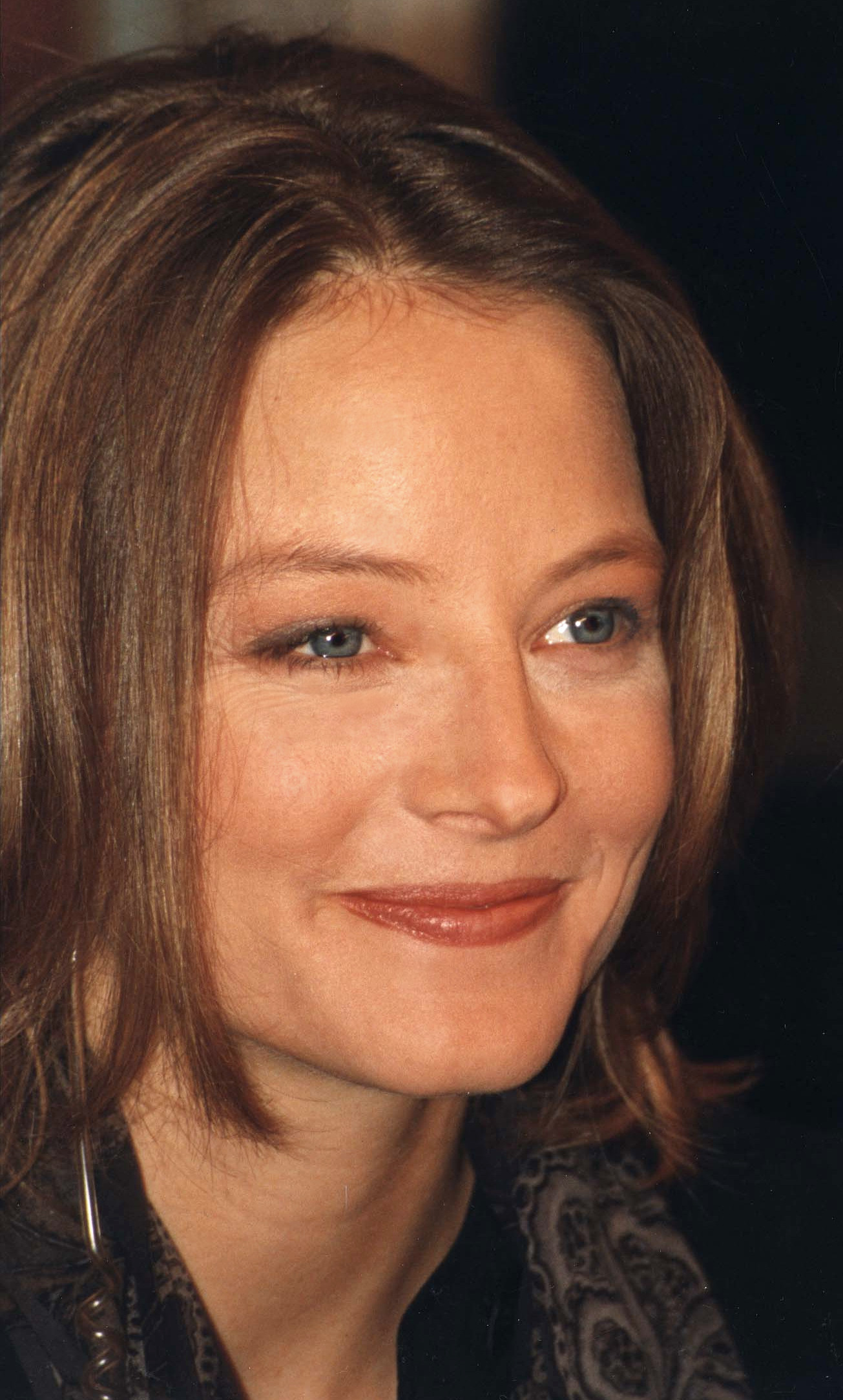
جودی فاستر — Best Actress in a Motion Picture, Drama

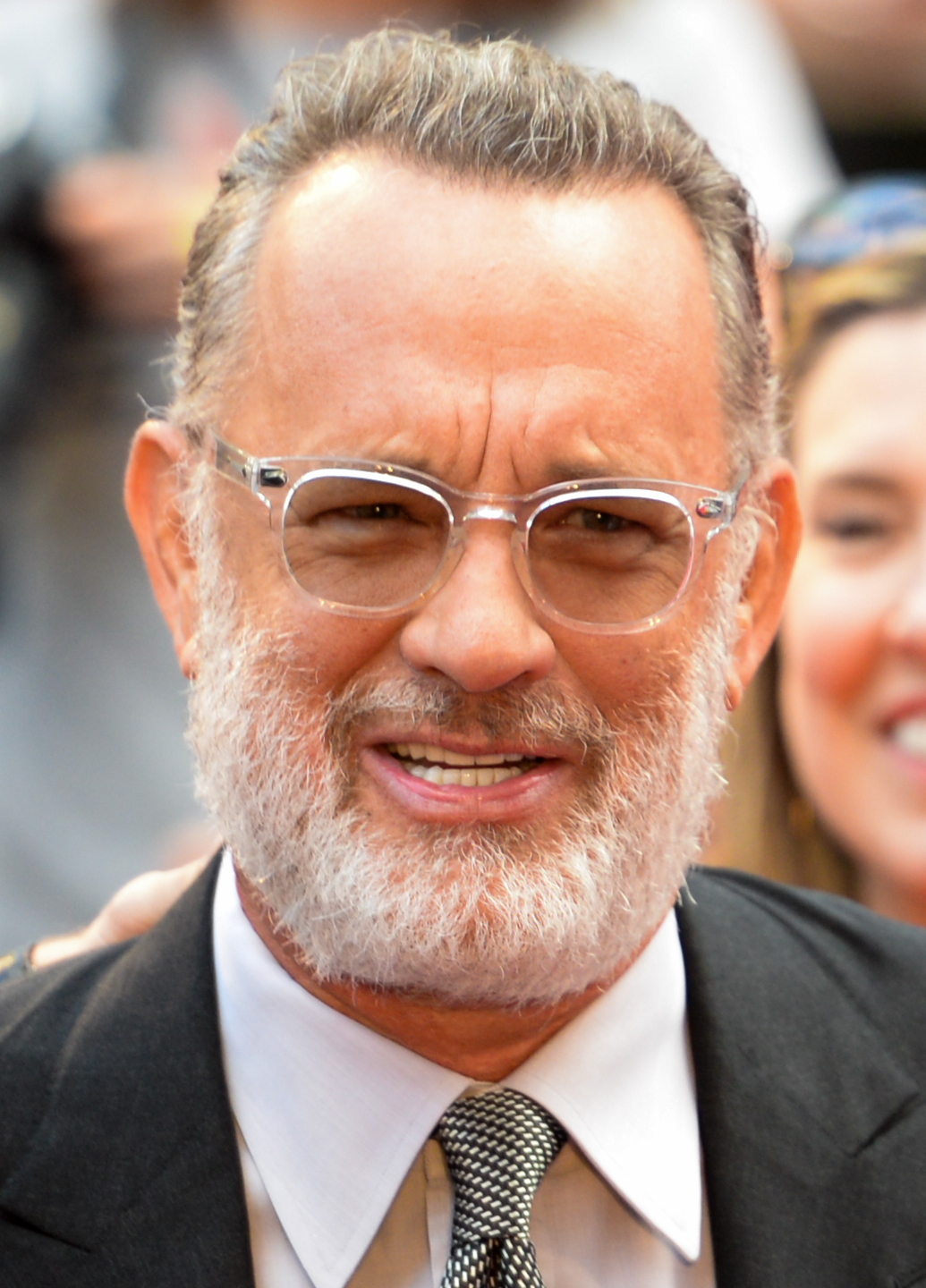
تام هنکس — Best Actor in a Motion Picture, Musical or Comedy

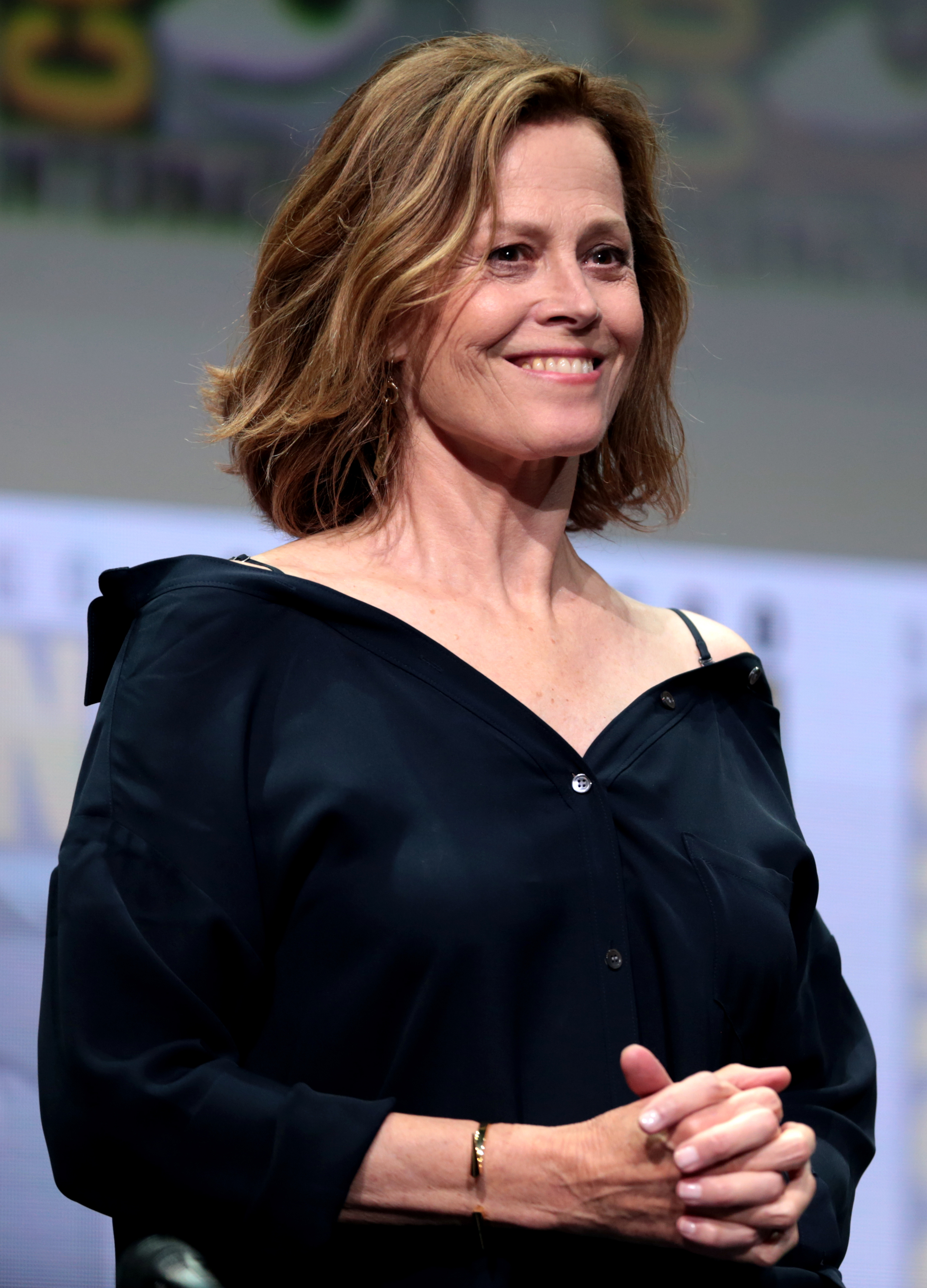
سیگورنی ویور — Best Actress and Best Supporting Actress in a Motion Picture Drama, Musical or Comedy (first actress to win two Globes in same year)

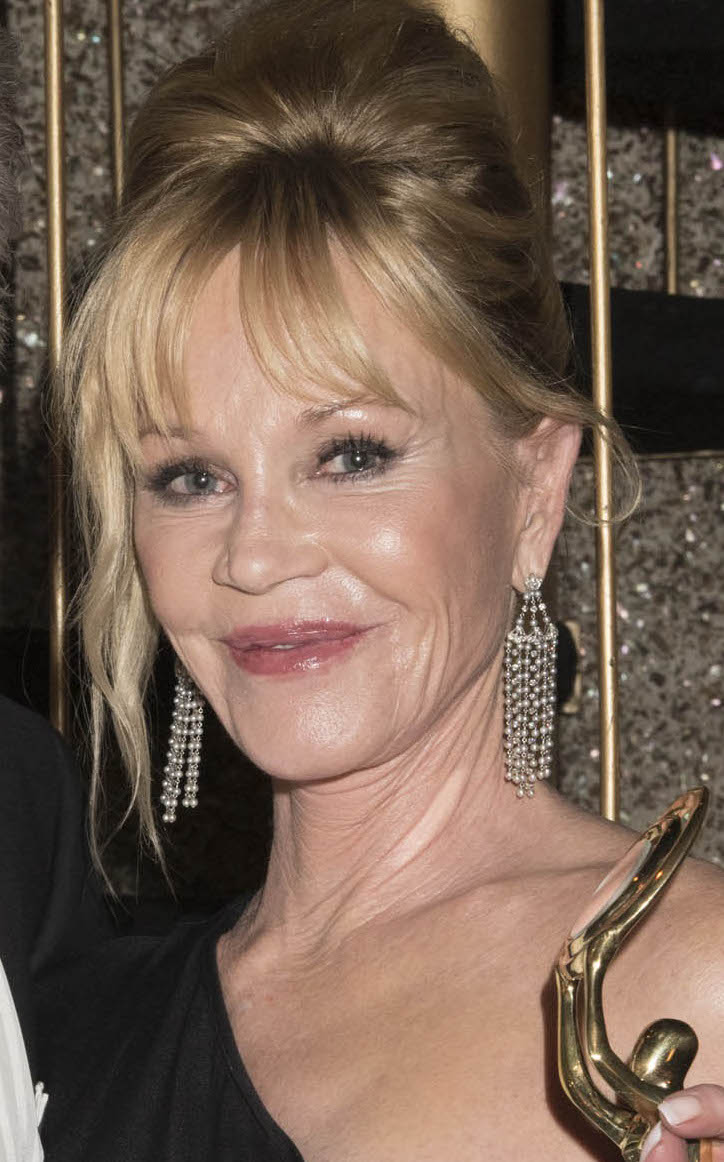
ملانی گریفیث — Best Actress in a Motion Picture, Musical or Comedy

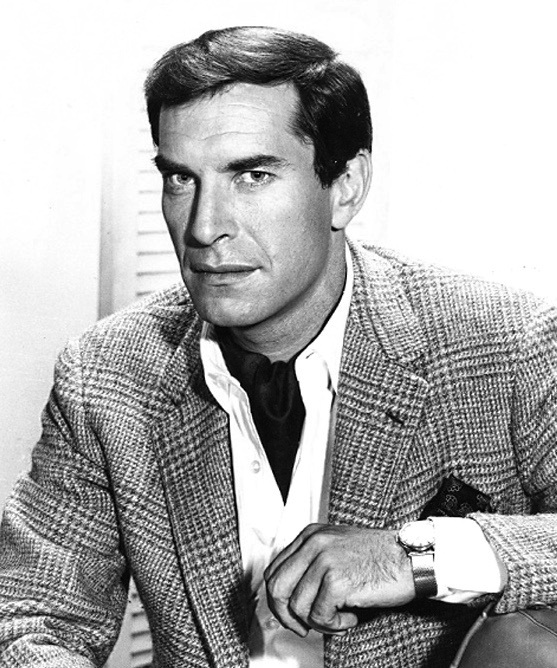
مارتین لاندو — Best Supporting Actor in a Motion Picture Drama, Musical or Comedy

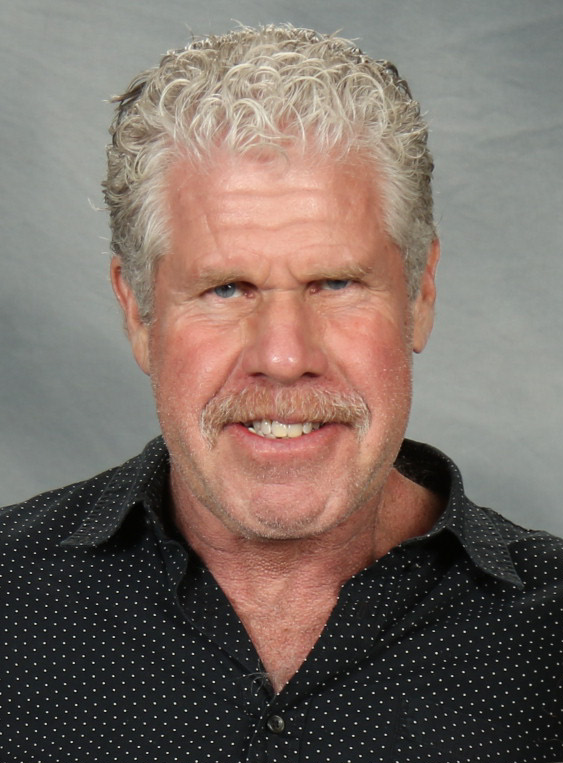
ران پرلمن — Best Actor in a Television Series, Drama

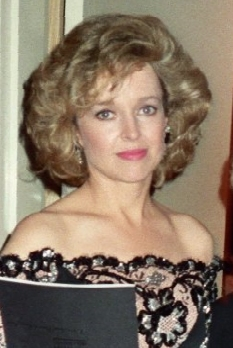
جیل آیکن‌بری — Best Actress in a Television Series, Drama

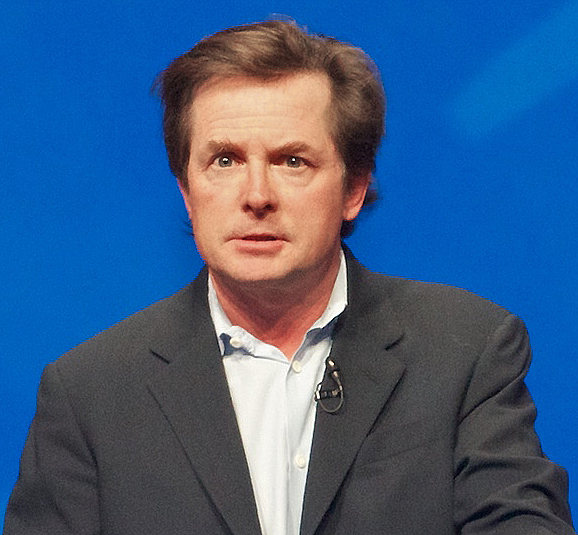
مایکل جی. فاکس — Best Actor in a Television Series, Musical or Comedy

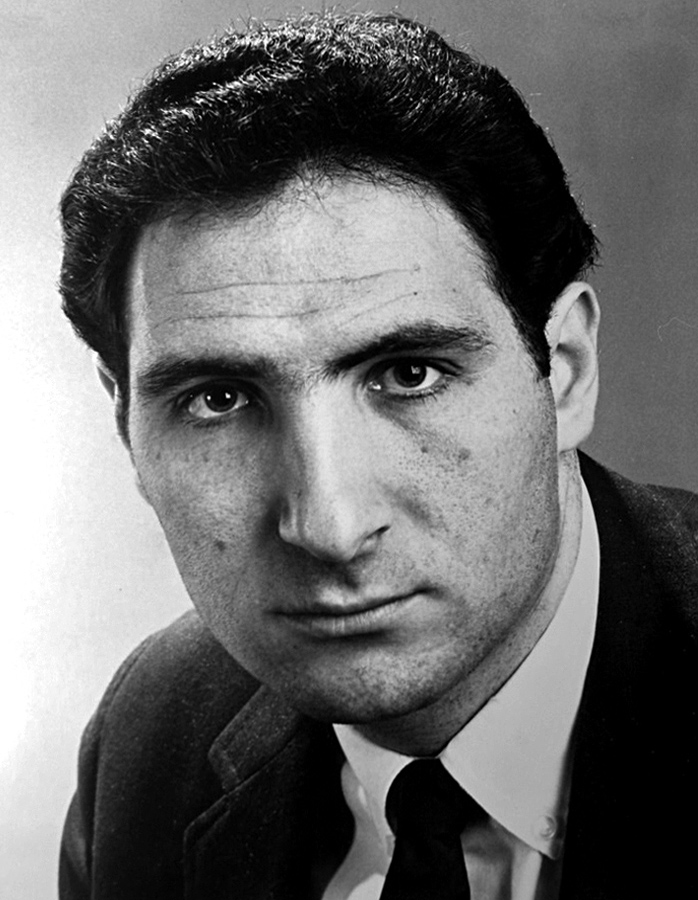
جاد هیرش — Best Actor in a Television Series, Musical or Comedy

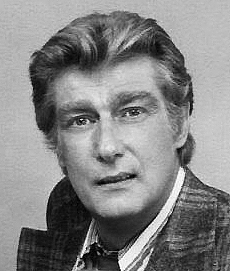
ریچارد مالیگن — Best Actor in a Television Series, Musical or Comedy

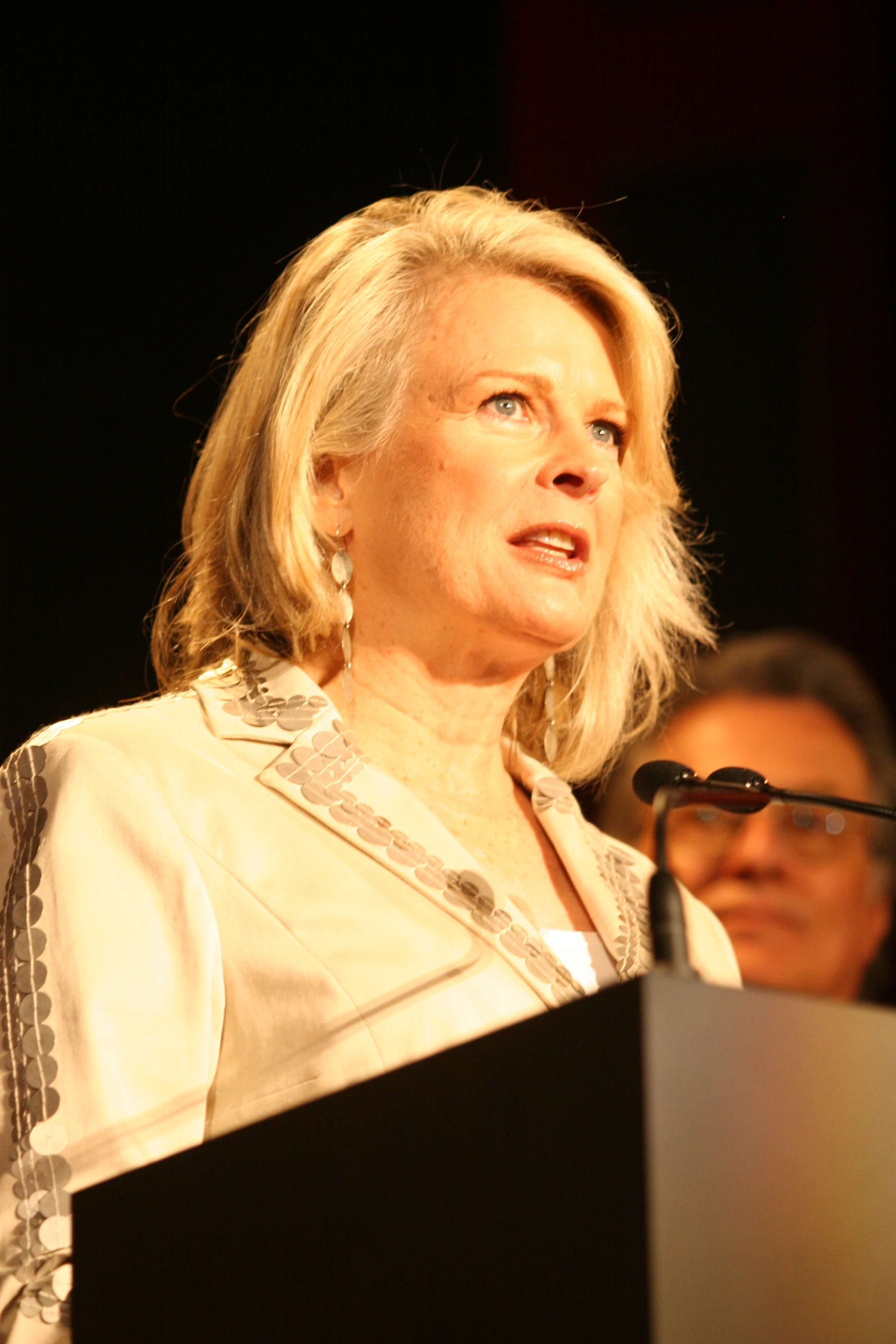
کندیس برگن — Best Actress in a Television Series, Musical or Comedy

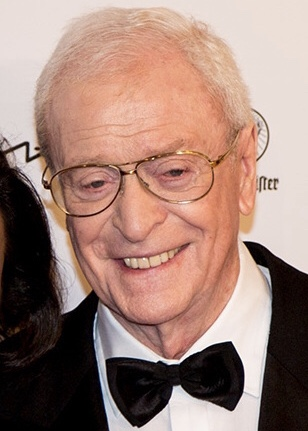
مایکل کین — Best Actor in a Miniseries or Television Film

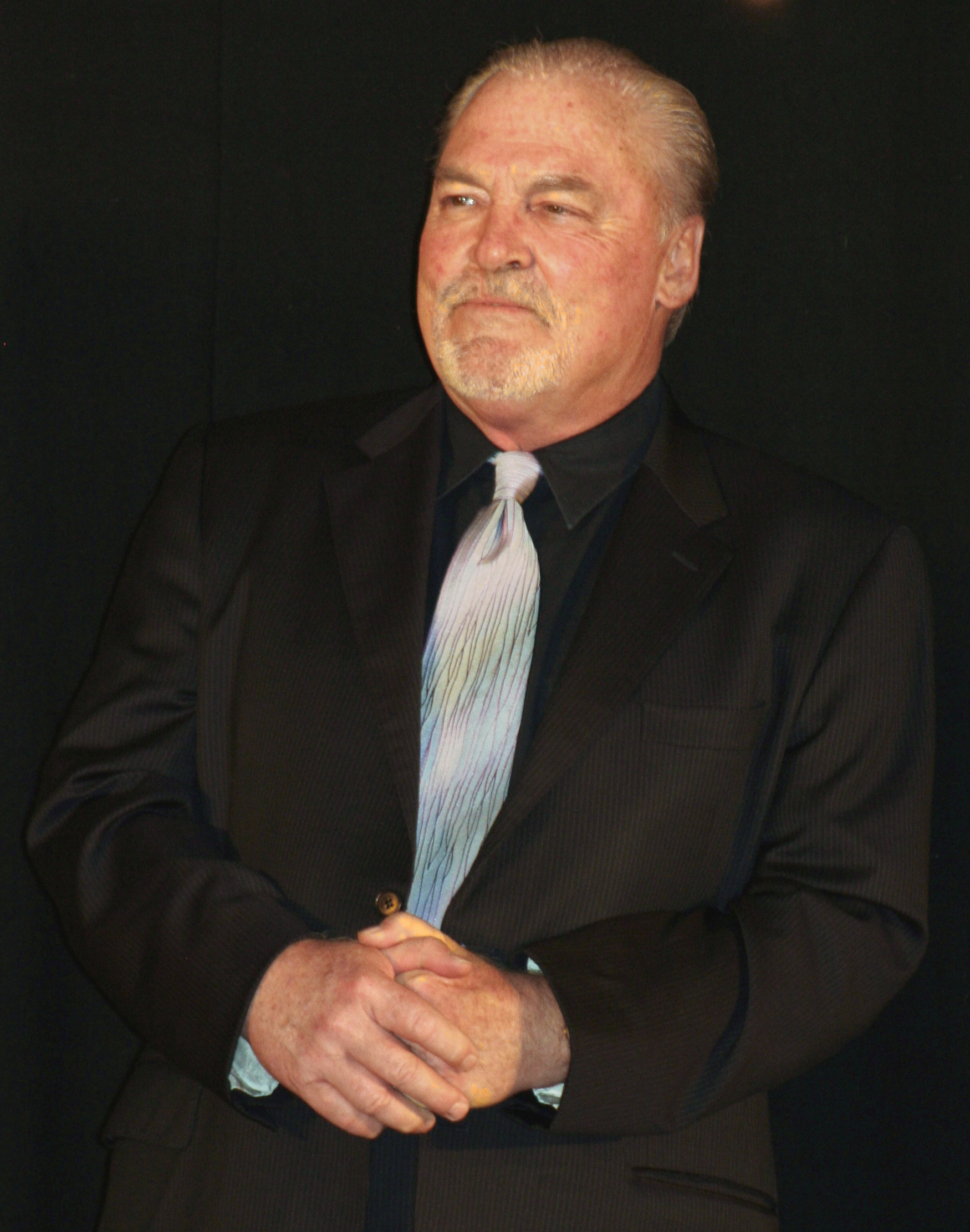
استیسی کیچ — Best Actor in a Miniseries or Television Film

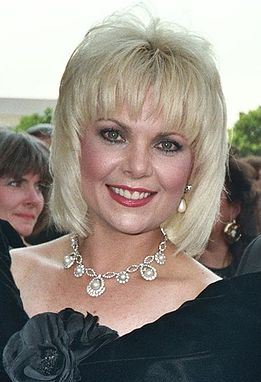
آن جیلیان — Best Actress in a Miniseries or Television Film

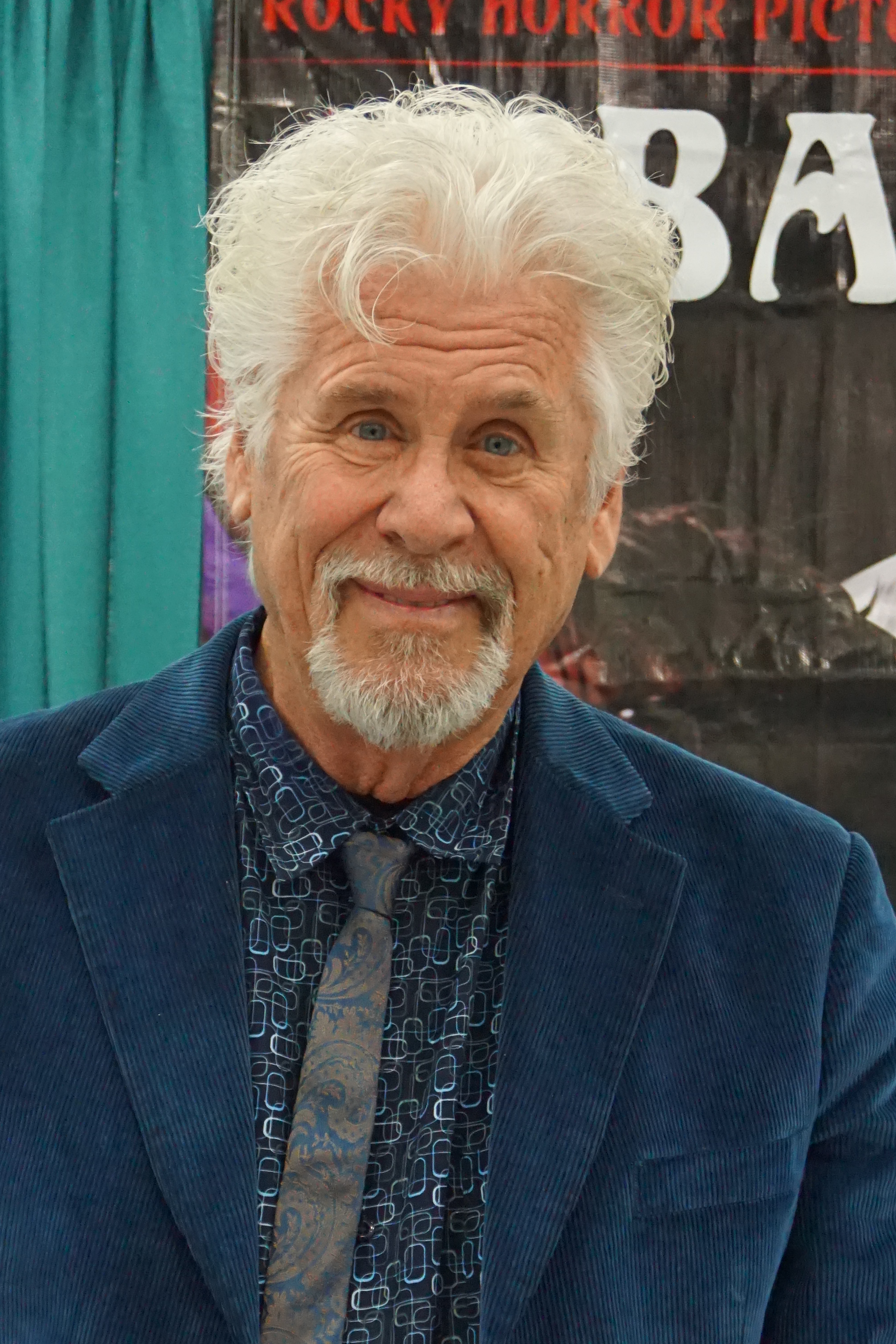
بری باستویک — Best Supporting Actor in a Series, Miniseries or Motion Picture Made for Television

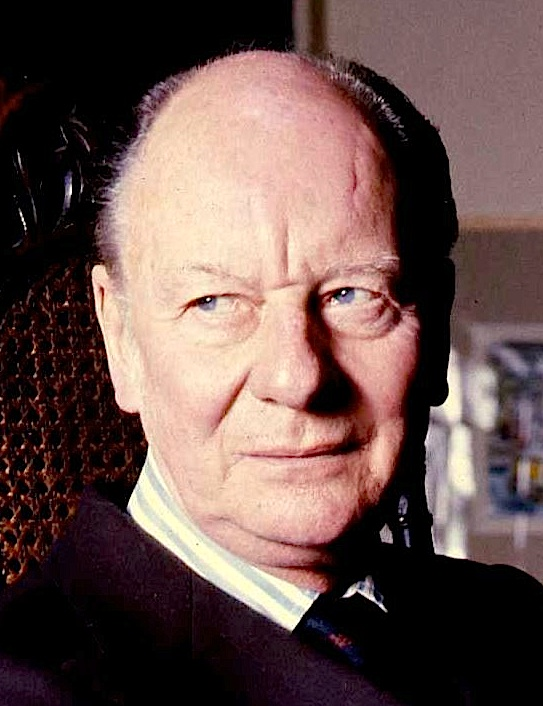
جان گیلگد — Best Supporting Actor in a Series, Miniseries or Motion Picture Made for Television

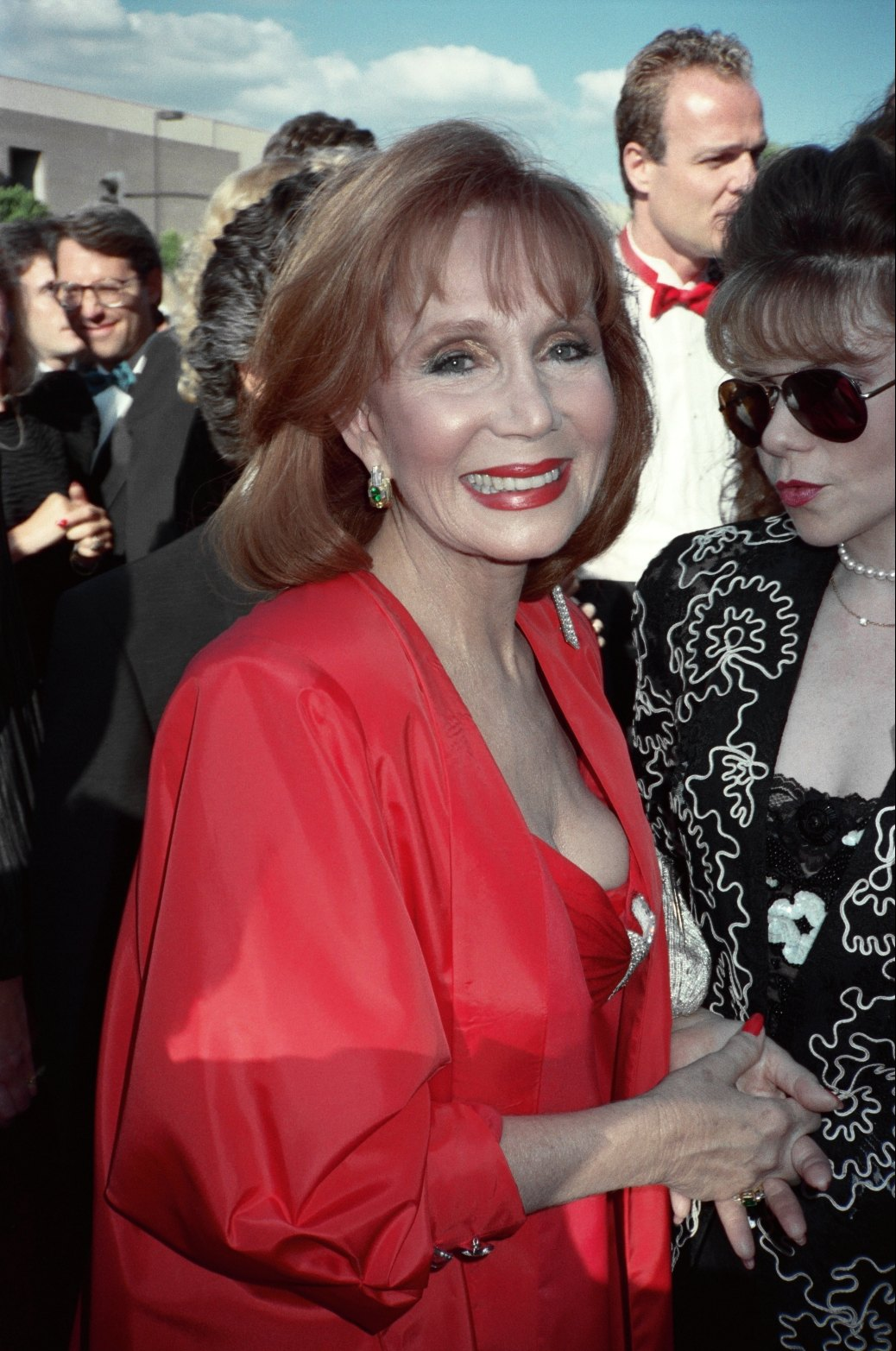
کاترین هلموند — Best Supporting Actress in a Series, Miniseries or Motion Picture Made for Television

### فیلم سینمایی
| بهترین فیلم | بهترین فیلم |
| جایزه گلدن گلوب بهترین فیلم – درام | جایزه گلدن گلوب بهترین فیلم – موزیکال یا کمدی |
| --- | --- |
| - مرد بارانی - جهانگرد اتفاقی - فریادی در تاریکی (A Cry in the Dark) - گوریل‌ها در مه - میسیسیپی می‌سوزد - ازنفس‌افتاده - سبکی تحمل‌ناپذیر هستی | - دختر شاغل - بزرگ - ماهی‌ای به نام وندا - فرار نیمه‌شب - چه کسی برای راجر رابیت پاپوش دوخت؟ |
| بهترین اجرا در یک Motion Picture – Drama | |
| جایزه گلدن گلوب بهترین بازیگر مرد – فیلم درام | جایزه گلدن گلوب بهترین بازیگر زن – فیلم درام |
| - داستین هافمن – مرد بارانی در نقش Raymond Babbit - جین هکمن – میسیسیپی می‌سوزد در نقش Agent Rupert Anderson - تام هولس – دومینیک و یوجین در نقش Dominick Luciano - ادوارد جیمز آلموس – بایست و تحویل بده در نقش Jaime Escalante - فارست ویتاکر – پرنده در نقش چارلی پارکر                                                            | - جودی فاستر – متهم در نقش Sarah Tobias - شرلی مک‌لین – مادام سوشاتسکا در نقش Madame Sousatzka - سیگورنی ویور – گوریل‌ها در مه در نقش داین فوسی - کریستین لاتی – ازنفس‌افتاده در نقش Annie Pope - مریل استریپ – فریادی در تاریکی (A Cry in the Dark) در نقش Lindy Chamberlain |
| بهترین اجرا در یک Motion Picture – Comedy or Musical | |
| جایزه گلدن گلوب بهترین بازیگر مرد – فیلم موزیکال یا کمدی | جایزه گلدن گلوب بهترین بازیگر زن – فیلم موزیکال یا کمدی |
| - تام هنکس – بزرگ در نقش Josh Baskin - مایکل کین – لات‌های کثیف فاسد در نقش Lawrence Jamieson - جان کلیز – ماهی‌ای به نام وندا در نقش Archie Leach - رابرت دنیرو – فرار نیمه‌شب در نقش Jack Walsh - باب هاسکینز – چه کسی برای راجر رابیت پاپوش دوخت؟ در نقش Eddie Valiant                                                               | - ملانی گریفیث – دختر شاغل در نقش Tess McGill - جیمی لی کرتیس – ماهی‌ای به نام وندا در نقش Wanda Gershwitz - ایمی اروینگ – عبور از دلنسی در نقش Isabelle Grossman - میشل فایفر – ازدواج با گروه تبهکاران در نقش Angela de Marco - سوزان ساراندون – بول دورهام در نقش Annie Savoy                                                                                                |
| بهترین اجرای مکمل در یک Motion Picture – Drama, Comedy or Musical | |
| جایزه گلدن گلوب بهترین بازیگر نقش مکمل مرد | جایزه گلدن گلوب بهترین بازیگر نقش مکمل زن |
| - مارتین لاندو – تاکر: مردی در رؤیاهای خود در نقش Abe Karatz - الک گینس – دوریت کوچک در نقش William Dorrit - نیل پاتریک هریس – Clara's Heart در نقش David Hart - رائول خولیا – Moon over Parador در نقش Roberto Strausmann - لو دایموند فیلیپس – بایست و تحویل بده در نقش Angel Guzman - ریور فینیکس – ازنفس‌افتاده در نقش Danny Pope | - سیگورنی ویور – دختر شاغل در نقش Katharine Parker - سونیا براگا – Moon over Parador در نقش Madonna Mendez - باربارا هرشی – آخرین وسوسه مسیح در نقش مریم مجدلیه - لنا اولین – سبکی تحمل‌ناپذیر هستی در نقش Sabina - دایان ونورا – پرنده در نقش Chan Parker |
| سایر | |
| جایزه گلدن گلوب بهترین کارگردانی | جایزه گلدن گلوب بهترین فیلم‌نامه |
| - کلینت ایستوود – پرنده - بری لوینسون – مرد بارانی - سیدنی لومت – ازنفس‌افتاده - مایک نیکولز – دختر شاغل - آلن پارکر – میسیسیپی می‌سوزد - فرد شپیسی – فریادی در تاریکی (A Cry in the Dark) | - ازنفس‌افتاده – Naomi Foner - فریادی در تاریکی (A Cry in the Dark) – Robert Caswell و فرد شپیسی - میسیسیپی می‌سوزد – Chris Gerolmo - مرد بارانی – رانالد بس و بری مارو - دختر شاغل – کوین وید |
| جایزه گلدن گلوب بهترین موسیقی | جایزه گلدن گلوب بهترین ترانه غیراقتباسی |
| - گوریل‌ها در مه – موریس ژار - The Accidental Tourist – جان ویلیامز - آخرین وسوسه مسیح – پیتر گابریل - مادام سوشاتسکا – Gerald Gouriet - جنگ میلاگرو بنفیلد – دیو گروسین | - "Two Hearts" (فیل کالینز و لمانت دوزیر) – Buster - "Let the River Run" (کارلی سایمون) – دختر شاغل - "گوردون جنکینز" (Bernard Hanighen, گوردون جنکینز و جانی مرسر) – بول دورهام - "Kokomo" (مایک لاو، تری ملچر، جان فیلیپس و اسکات مک‌کنزی) – کوکتل - "الیور و دوستان" (دن هارتمن و Charlie Midnight) – الیور و دوستان - "Twins" (Skip Scarborough and Lorrin Bates) – دوقلوها |
| جایزه گلدن گلوب بهترین فیلم غیر انگلیسی‌زبان | |
| - پله فاتح (دانمارک) - ضیافت بابت (دانمارک) - هانوسن (آلمان غربی) - سلام بمبئی (هند) - زنان در آستانه فروپاشی عصبی (اسپانیا) | |

The following films received multiple nominations:
| Nominations | Title                              |
| ----------- | ---------------------------------- |
| ۶           | دختر شاغل                          |
| ۴           | فریادی در تاریکی                   |
| ۴           | میسیسیپی می‌سوزد                    |
| ۴           | مرد بارانی                         |
| ۴           | ازنفس‌افتاده                        |
| ۳           | پرنده                              |
| ۳           | ماهی‌ای به نام وندا                 |
| ۳           | گوریل‌ها در مه                      |
| ۲           | جهانگرد اتفاقی                     |
| ۲           | بزرگ                               |
| ۲           | بول دورهام                         |
| ۲           | آخرین وسوسه مسیح                   |
| ۲           | مادام سوشاتسکا                     |
| ۲           | فرار نیمه‌شب                        |
| ۲           | Moon over Parador                  |
| ۲           | بایست و تحویل بده                  |
| ۲           | سبکی تحمل‌ناپذیر هستی               |
| ۲           | چه کسی برای راجر رابیت پاپوش دوخت؟ |

The following films received multiple wins:
| Wins | Title                |
| ---- | -------------------- |
| ۴    | Working Girl         |
| ۲    | Gorillas in the Mist |
| ۲    | Rain Man             |

### مجموعه تلویزیونی
| بهترین مجموعه تلویزیونی | بهترین مجموعه تلویزیونی |
| جایزه گلدن گلوب بهترین مجموعه تلویزیونی – درام | جایزه گلدن گلوب بهترین مجموعه تلویزیونی – موزیکال یا کمدی |
| --- | --- |
| - thirtysomething - Beauty and the Beast - L.A. Law - Murder, She Wrote - Wiseguy | - The Wonder Years - چیرز - دختران زرین - مورفی براون - روزان |
| بهترین اجرا در یک Television Series – Drama | |
| جایزه گلدن گلوب بهترین بازیگر مرد – مجموعه تلویزیونی درام | جایزه گلدن گلوب بهترین بازیگر زن – مجموعه تلویزیونی درام |
| - ران پرلمن – Beauty and the Beast در نقش Vincent - کوربین برنسن – L.A. Law در نقش Arnie Becker - هری هملین – L.A. Law در نقش Michael Kuzak - کرول اوکانر – In the Heat of the Night در نقش William O. "Bill" Gillespie - کن وال – Wiseguy در نقش Vinnie Terranova | - جیل آیکن‌بری – L.A. Law در نقش Ann Kelsey - سوزان دی – L.A. Law در نقش Grace Van Owen - شارون گلس – Cagney & Lacey در نقش Christine Cagney - لیندا همیلتون – Beauty and the Beast در نقش Catherine Chandler - آنجلا لنسبوری – Murder, She Wrote در نقش Jessica Fletcher |
| بهترین اجرا در یک Television Series – Musical or Comedy | |
| جایزه گلدن گلوب بهترین بازیگر مرد – مجموعه تلویزیونی موزیکال یا کمدی | جایزه گلدن گلوب بهترین بازیگر زن – مجموعه تلویزیونی موزیکال یا کمدی |
| - مایکل جی. فاکس – Family Ties در نقش Alex P. Keaton - جاد هیرش – Dear John در نقش John Lacey - ریچارد مالیگن – Empty Nest در نقش Dr. Harry Weston - تد دنسن – چیرز در نقش Sam Malone - تونی دنزا – Who's the Boss? در نقش Tony Micelli - جان گودمن – روزان در نقش Dan Conner | - کندیس برگن – مورفی براون در نقش Murphy Brown - بیتریس آرتور – دختران زرین در نقش Dorothy Zbornak - روزان بار – روزان در نقش Roseanne Conner - تریسی آلمن – نمایش تریسی آلمن در نقش various characters - بتی وایت – دختران زرین در نقش Rose Nylund                      |
| بهترین اجرا در یک مینی‌سریال یا تله‌فیلم | |
| جایزه گلدن گلوب بهترین بازیگر مرد – مجموعه تلویزیونی کوتاه یا فیلم تلویزیونی | جایزه گلدن گلوب بهترین بازیگر زن – مجموعه تلویزیونی کوتاه یا فیلم تلویزیونی |
| - مایکل کین – جک قاتل در نقش Frederick Abberline - استیسی کیچ – Hemingway در نقش ارنست همینگوی - ریچارد چمبرلین – The Bourne Identity در نقش Jason Bourne - آنتونی هاپکینز – The Tenth Man در نقش Chavel - جک لمون – The Murder of Mary Phagan در نقش Gov. John M. Slaton | - آن جیلیان – The Ann Jillian Story در نقش herself - ونسا ردگریو – A Man for All Seasons در نقش Alice More - جین سیمور – جنگ و یادبود در نقش Natalie Henry - جین سیمور – The Woman He Loved در نقش والیس سیمپسون - جوبت ویلیامز – Baby M در نقش Mary Beth Whitehead      |
| Best Supporting Performance - Series, Miniseries or Television Film | |
| جایزه گلدن گلوب بهترین بازیگر نقش مکمل مرد – سریال، سریال کوتاه یا فیلم تلویزیونی | جایزه گلدن گلوب بهترین بازیگر نقش مکمل زن – سریال، سریال کوتاه یا فیلم تلویزیونی |
| - بری باستویک – جنگ و یادبود در نقش Carter "Lady" Aster - جان گیلگد – جنگ و یادبود در نقش Aaron Jastrow - آرماند آسانته – جک قاتل در نقش Richard Mansfield - کرک کامرون – مسائل اولیه در نقش Michael Aaron "Mike" Seaver - لری دریک – L.A. Law در نقش Benny Stulwicz - درک جاکوبی – The Tenth Man در نقش The Imposter - ادوارد جیمز آلموس – Miami Vice در نقش Martin "Marty" Castillo | - کاترین هلموند – Who's the Boss? در نقش Mona Robinson - Jackée Harry – 227 در نقش Sandra Clark - سوزی کرتز – Baja Oklahoma در نقش Doris Steadman - رئا پرلمان – چیرز در نقش Carla Tortelli - سوزان راتن – L.A. Law در نقش Roxanne Melman                                |
| جایزه گلدن گلوب بهترین مجموعه تلویزیونی کوتاه یا فیلم تلویزیونی | |
| - جنگ و یادبود - Hemingway - جک قاتل - The Murder of Mary Phagan - The Tenth Man | |

The following programs received multiple nominations:
| Nominations | Title                     |
| ----------- | ------------------------- |
| ۷           | L.A. Law                  |
| ۴           | جنگ و یادبود              |
| ۳           | Beauty and the Beast      |
| ۳           | چیرز                      |
| ۳           | دختران زرین               |
| ۳           | جک قاتل                   |
| ۳           | روزان                     |
| ۳           | The Tenth Man             |
| ۲           | Hemingway                 |
| ۲           | The Murder of Mary Phagan |
| ۲           | Murder, She Wrote         |
| ۲           | Who's the Boss?           |
| ۲           | Wiseguy                   |

The following programs received multiple wins:
| Wins | Title               |
| ---- | ------------------- |
| ۳    | War and Remembrance |

## مراسم

### مجریان
- آن آرچر
- جیمز برولین
- فیل کالینز
- مایکل داگلاس
- کلینت ایستوود
- والریا گولینو
- لیندا گری
- هری هملین
- دنیس هاپر
- شلی لانگ
- Carrie Mitchum
- کریستوفر میچوم
- رابرت میچام
- رندی کواید
- اریک رابرتس
- جنا رولندز
- پیتر اشتراوس
- لی وان کلیف
- ریچارد ویدمارک

### جایزه گلدن گلوب سیسیل بی. دمیل
دوریس دی

### Miss Golden Globe
Kyle Atletter (daughter to فرانک آلتر & لی مری‌وثر)